# Jérôme de La Lande
Jérôme de La Lande est un tableau réalisé par le peintre français Jean-Honoré Fragonard entre 1767 et 1768. De format vertical, cette huile sur toile est le portrait à mi-corps devant un fond neutre d'un homme vêtu de jaune une main posée sur un globe planétaire, selon toute vraisemblance l'astronome Joseph Jérôme Lefrançois de Lalande. Achetée en 1978 sur les arrérages du legs d'Eugène Dutuit, cette peinture est conservée au Petit Palais, un musée d'art parisien qui la considère comme l'un de ses chefs-d'œuvre,.